# Opel Astra L
L'Opel Astra L è la sesta generazione dell'Opel Astra, un'autovettura di segmento C prodotta a partire dal gennaio 2022 dalla casa automobilistica tedesca Opel.

## Descrizione

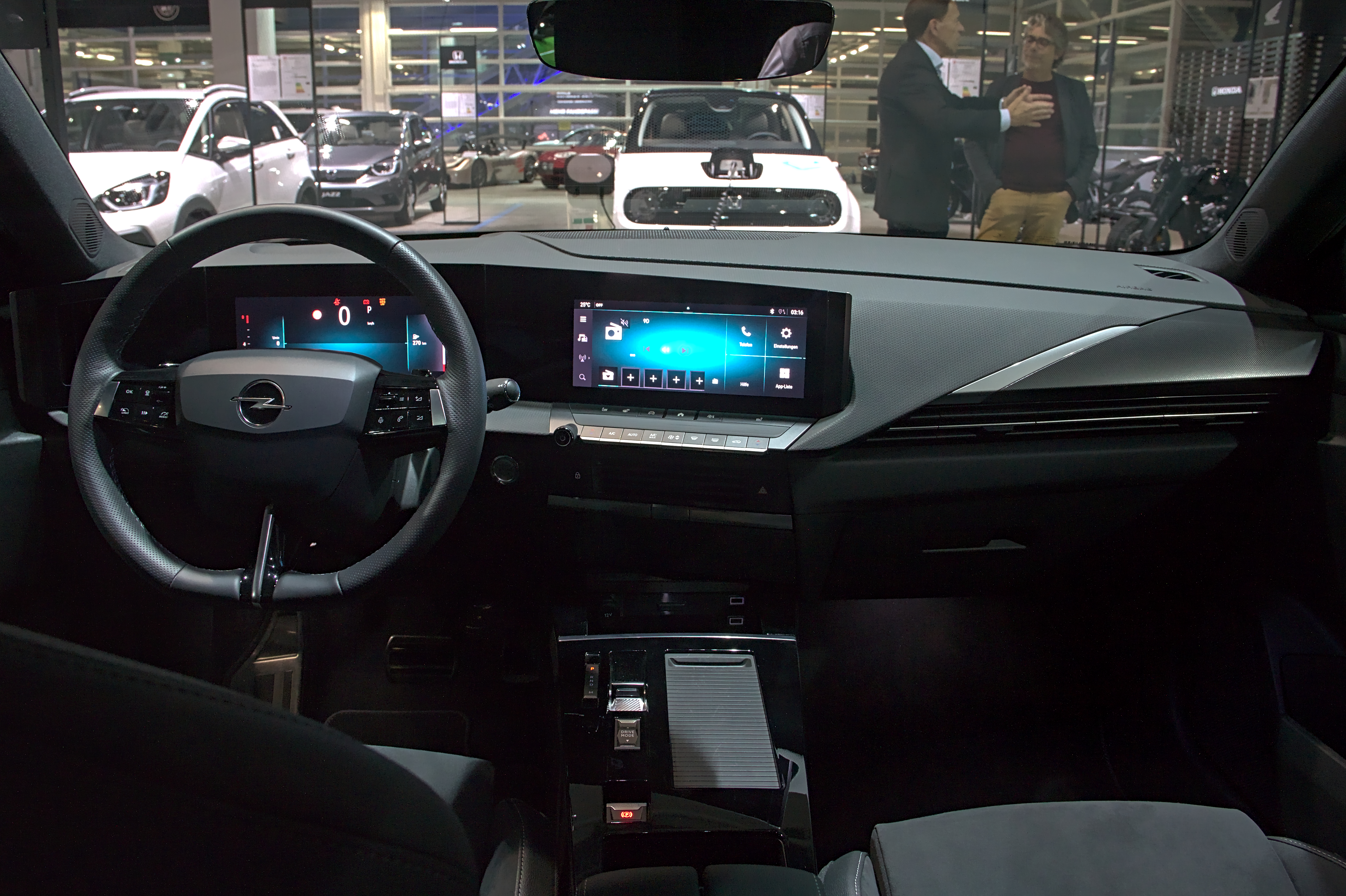
Interni

La vettura ha debuttato ufficialmente nella versione a due volumi e cinque porte il 13 luglio 2021, dopo che nelle settimane antecedenti la presentazione erano già state pubblicate alcune immagini e dati tecnici. Alla stampa di settore è stata presentata il 1º settembre seguente in un evento svoltosi nella sede della Opel.

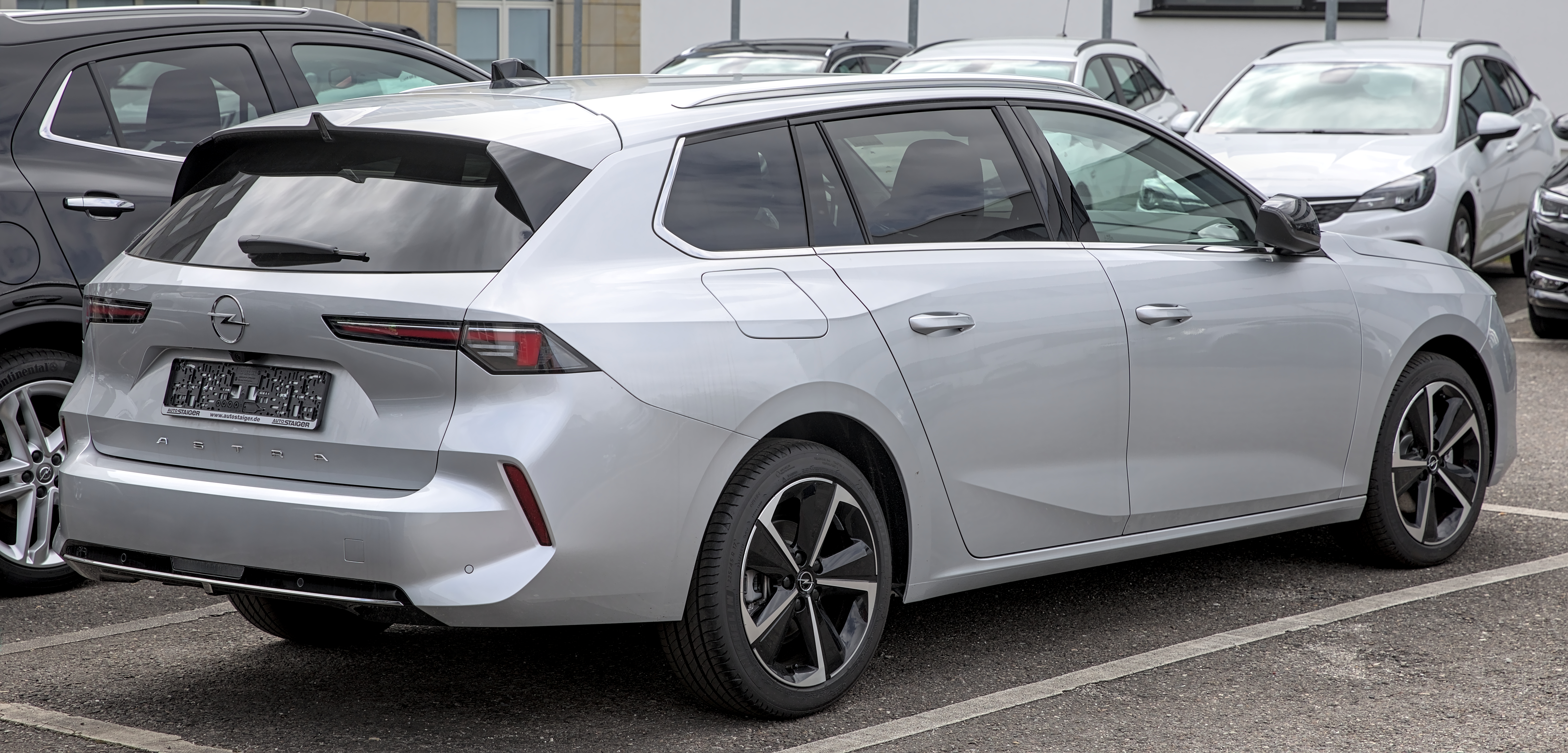
Astra Sports Tourer

Dopo la vendita di Opel da GM al gruppo francese PSA nel 2017, la nuova Astra non viene più realizzata su una piattaforma del costruttore statunitense come avvenuto in precedenza ma è sviluppata in simbiosi col costruttore francese, a partire dalla base tecnica che è completamente nuova e ripresa dalla piattaforma modulare EMP2. Inoltre questa generazione riprende e condivide numerosi elementi tecnici e meccanici con la 308 di terza generazione che viene costruita a Mulhouse e dalla DS 4, anch'essa costruita a Rüsselsheim am Main, anch'esse realizzate a partire dalla piattaforma EMP2. Nella primavera 2022 viene presentata la versione station wagon denominata Sports Tourer, il cui bagagliaio può arrivare a 1634 litri coi sedili abbattuti.

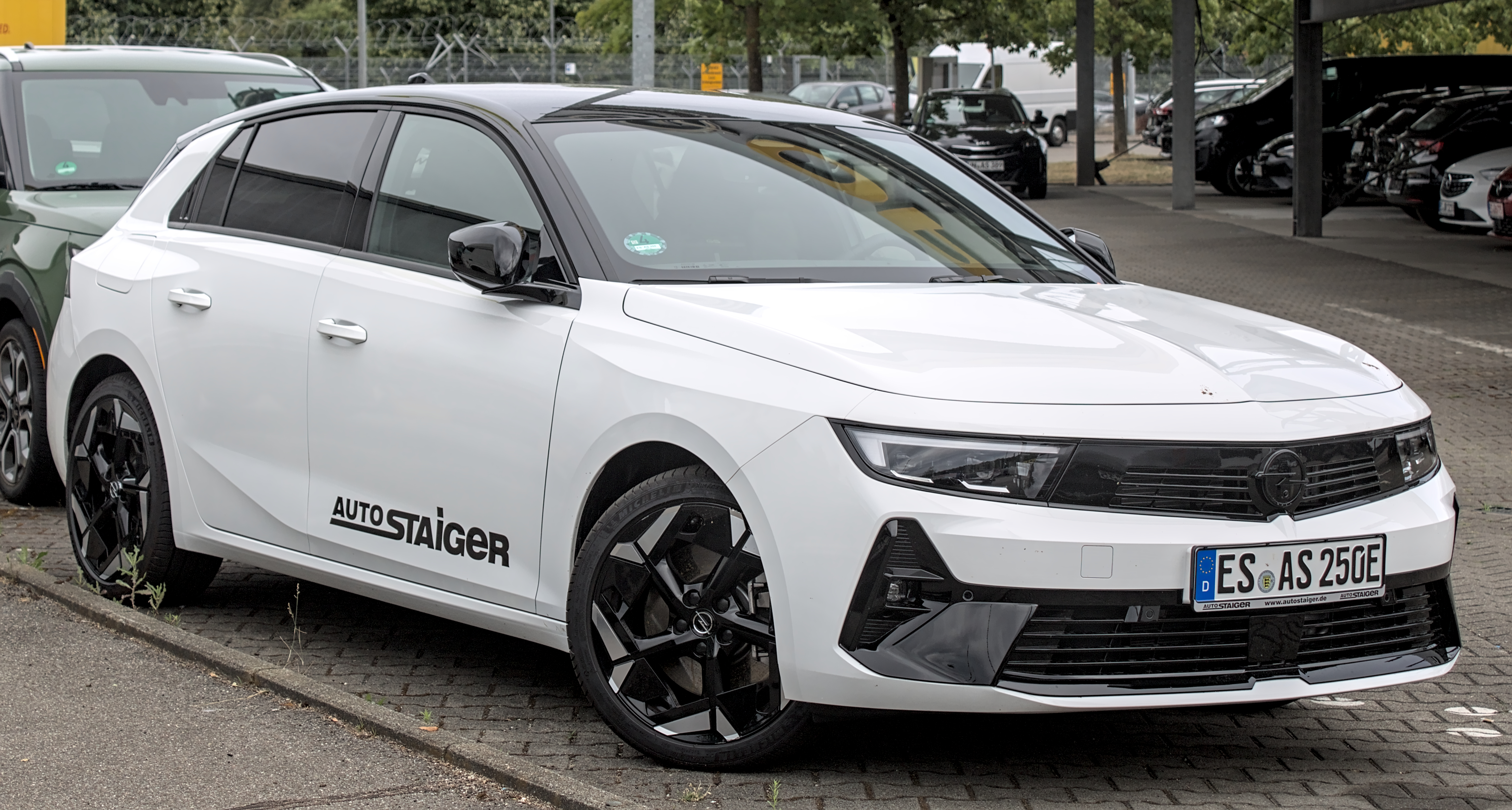
Astra GSe

Esteticamente l'Astra L riprende il nuovo linguaggio stilistico Vizor, che ha debuttato con la seconda generazione della Mokka. Nell'abitacolo è presente una strumentazione denominata Pure Panel completamente digitale, composto da due schermi uno sul cruscotto dietro il volante che funge da quadro strumenti per il guidatore e un secondo che svolge la funzione di sistema multimediale posto al centro della plancia.
Dalla 308 III riprende anche le motorizzazioni che sono due a benzina, un mild hybrid sempre a benzina, un diesel e due ibridi plug-in: 
- turbo benzina 3 cilindri da 1.2 PureTech con 110 o 130 CV;
- turbo diesel 4 cilindri da 1.5 BlueHDi con 130 CV;
- mild Hybrid turbo benzina, composto da un 3 cilindri da 1.2 Puretech con 130 CV, abbinato a motore elettrico per un totale di 136 CV;
- ibrido Plug-in composti da un 4 cilindri da 1.6 PureTech 150 CV, abbinato a motore elettrico per un totale di 180 CV.[8]

## Riepilogo versioni
| Modello                | Disponibilità | Motore                                   | Cilindrata (cm³) | Cambio/Nº rapporti                                   | Potenza kW (CV) | Coppia max (N·m/rpm) | Emissioni CO2 (g/km) | 0–100 km/h (secondi) | Velocità max (km/h) | Consumo medio (l/100 km) | Capacità della batteria (kWh) |
| ---------------------- | ------------- | ---------------------------------------- | ---------------- | ---------------------------------------------------- | --------------- | -------------------- | -------------------- | -------------------- | ------------------- | ------------------------ | ----------------------------- |
| 1.2 Turbo 110 CV       | dal 10/2021   | 3 cilindri in linea, Benzina             | 1199             | Manuale a 6 marce                                    | 81 (110)        | 205/1750             | 123-126              | 10,5                 | 199                 | 5,4-5,5                  | /                             |
| 1.2 Turbo 130 CV       | dal 10/2021   | 3 cilindri in linea, Benzina             | 1199             | Manuale a 6 marce (automatico a 8 rapporti optional) | 96 (131)        | 230/1750             | 123-129 (126-131)    | 9,7                  | 210                 | 5,4-5,7 (5,6-5,8)        | /                             |
| 1.2 Mild Hybrid 136 cv | dal 09/2024   | 3 cilindri in linea, Benzina + elettrico | 1199             | Automatico a 6 rapporti DCT                          | 100 (136)       | 230/1750 + 55/0      | 106                  | 9,0                  | 210                 | 4,5                      | 0,89                          |
| 1.6 Hybrid 180 CV      | da fine 2021  | 4 cilindri in linea, Benzina + elettrico | 1598             | Automatico a 8 rapporti                              | 133 (181)       | 360/1750             | 22-26                | 7,6                  | 225                 | 1,0-1,1                  | 12,4                          |
| 1.5 Turbo D 130 CV     | dal 10/2021   | 4 cilindri in linea, Diesel              | 1498             | Automatico a 8 rapporti                              | 96 (131)        | 300/1750             | 113-119 (117-122)    | 10,6                 | 209                 | 4,3-4,5 (4,5-4,6)        | /                             |

1. ↑  Potenza a sistema del motore a combustione: 110 kW (150 CV) + motore elettrico anteriore: 81 kW (110 CV)
2. ↑  Potenza a sistema del motore a combustione: 133 kW (180 CV) + motore elettrico anteriore: 81 kW (110 CV)